# Oskar Feldtänzer
Oskar Feldtänzer (* 10. August 1922 in Inđija, deutsch India, Okrug Srem, Vojvodina, Königreich der Serben, Kroaten und Slowenen; † 27. März 2009 in Linz, Österreich) war ein jugoslawiendeutscher Autor mit Schwerpunkt auf der Erforschung der Ansiedlungsgeschichte der Donauschwaben und landsmannschaftlicher Funktionär in Österreich.

## Leben und Werk
Oskar Feldtänzer war Sohn des Landwirt- und Kaufmannehepaares Michael und Maria Feldtänzer. Er besuchte die Volksschule in Inđija und darauf das Gymnasium in Novi Vrbas (deutsch Neu-Werbas). Seine Reifeprüfung legte er am Gymnasium in Sremski Karlovci (deutsch Syrmisch-Karlowitz) ab. Er begann sein Studium der Agronomie an der Universität Hohenheim in Stuttgart. Im Zweiten Weltkrieg kam er in der 6. SS-Gebirgs-Division „Nord“ an der nordkarelischen Front zum Einsatz. Von 1945 bis 1947 befand er sich in französischer Kriegsgefangenschaft; nach seiner Entlassung zog er nach Österreich. Feldtänzer arbeitete zunächst als Hilfsarbeiter, ging aber 1947 ein Angestelltenverhältnis bei der Voestalpine in Linz ein, bei der er zum Prokuristen aufstieg. 1982 trat er in den Ruhestand.
Feldtänzer beschäftigte sich mit der wissenschaftlichen Erforschung der Ansiedlung der Donauschwaben in der Pannonischen Tiefebene und der Geschichte der Donauschwaben im Jugoslawien der Zwischenkriegszeit. Er war Publizist zahlreicher Beiträge im Indiaer Rundbrief und anderen donauschwäbischen Zeitschriften. Feldtänzer betätigte sich auch als Übersetzer serbischer Texte und lateinischer Dokumente. 1999 erschien seine deutsche Übersetzung des Buches von Nenad Stefanović: Ein Volk an der Donau. Er sammelte systematisch Dokumente und Unterlagen zur Geschichte der Donauschwaben Oberösterreichs. Feldtänzer war seit 1950 Mitglied der Landsmannschaft der Donauschwaben in Oberösterreich und seit 1955 Kultur- und Pressereferent im Landesausschuss.
1954 heiratete er Maria Proksch († 17. November 2000). Aus der Ehe gingen fünf Kinder hervor: Erich, Walter, Doris, Hans und Gisela.

### Publikationen
- Die Donauschwaben in der Zwischenkriegszeit und ihr Verhältnis zum Nationalsozialismus, Band 3 von Schriftenreihe Geschichte, Gegenwart und Zukunft der altösterreichischen deutschen Minderheiten in den Ländern der ehemaligen Donaumonarchie, Felix Ermacora Institut, Forschungsstätte für die Völker der Donaumonarchie, 2003, S. 183.
- Joseph II. Und die donauschwäbische Ansiedlung: Dokumentation der Kolonisation im Batscherland, 1784-1787, Denkmayr, 1990, ISBN 3-901123-02-4, S. 502.
- (mit Josef Wilhelm): Dr. Stefan Kraft: Staatssekretär a. D., langjähriger politischer Führer der deutschen Volksgruppe im Königreich Jugoslawien und Abgeordneter im jugoslawischen Parlament; mit einer Darstellung des betreffenden Geschichtsabschnittes der deutschen Minderheit im Königreich Jugoslawien, Heimatortsgemeinde India e. V., 2008, S. 102.
- (mit Georg Wildmann): 60 Jahre Donauschwaben in Oberösterreich 1944-2004: Ankunft-Sesshaftmachung-Integration, Denkmayr, 2004, S. 109.
- Die deutsche Ostsiedlung im Donauraum. In: Helga Lithschel: Die Donau. Facetten eines europäischen Stromes. Katalog zur Oberösterreichischen Landesausstellung 1994 in Engelhartszell. Hrsg. vom Kulturreferat der OÖ. Landesregierung. Linz 1994.
- Joseph II. und die donauschwäbische Ansiedlung. Dokumentation der Kolonisation im Batscherland 1784–1787 (= Donauschwäbisches Archiv, 3/44), Linz an der Donau 1990
- Donauschwäbische Geschichte. Das Jahrhundert der Ansiedlung 1689 – 1805. Band I. Donauschwäbische Kulturstiftung, München 2006, ISBN 3-926276-69-X, S. 548.

### Auszeichnungen
- 1981: Goldene Verdienstmedaille der Republik Österreich[1]
- Silbernes Verdienstzeichen des Landes Oberösterreich
- Goldene Verdienstmedaille und Ehrenring der Landsmannschaft der Donauschwaben Oberösterreichs
- Konsulent für Wissenschaft der Oberösterreichischen Landesregierung
- Kulturehrennadel in Gold der Stadt Ansfelden (für die Betreuung des Geburtshauses Anton Bruckners), 2001